# Филипп I (герцог Брауншвейг-Грубенхагена)
Филипп I Брауншвейг-Грубенхагенский (нем. Philipp I. von Braunschweig-Grubenhagen; 1476 — 4 сентября 1551, Херцберг) — герцог Брауншвейг-Грубенхагена с 1485 года до своей смерти.

## Жизнь
Второй сын герцога Альбрехта II Грубенхагенского и его жены Елизаветы, урождённой графини Вальдек. Филипп был последним представителем линии князей Грубенхагена, который использовал титул герцога Брауншвейга. Его преемники использовали титул «герцог Брауншвейг- Люнебургский», как и большинство других принцев из дома Вельфов.
После смерти отца в 1485 году он попал под опеку своего двоюродного брата Генриха IV и своей матери Елизаветы. Уже в 1486 году он сам подписывал документы. В 1494 году он принял управление княжеством. Его резиденция, замок Херцберга, была полностью разрушена в после пожара в 1510 году. Его двоюродный брат Генрих умер бездетным в 1526 году, и Филипп унаследовал часть его княжества, таким образом, впервые с 1479 года воссоединив весь Грубенхаген.
Филипп был одним из первых князей, принявших идею Реформации. Он присутствовал в Вормсском рейхстаге в 1521 году и вступил в Торгаусский союз в 1526 году. В 1531 году он вместе с другими князьями создал Шмалькальденский союз. Затем он реформировал монастыри в своём княжестве и в 1538 году принял церковный орден для Грубенхагена и объявил об отмене папской доктрины. В 1546 году Филипп и его сыновья участвовали в военной кампании в Шмалькальденской войне на юге Германии, которая безуспешно завершилась в Ингольштадте. Эта кампания вызвала гнев императора Карла V. После полного разгрома протестантов он был оправдан в 1548 году и восстановлен в должности герцога.
После его смерти в 1551 году его наследником стал его старший сын Эрнст III, а после смерти Эрнста в 1567 году его сменил Вольфганг. Когда в 1595 году Вольфганг умер без наследника мужского пола, ему наследовал младший сын Филиппа, Филипп II. Со смертью Филиппа II, у которого не было сыновей, в 1596 году грубенхагенская линия дома Вельфов пресеклась.

## Браки и дети

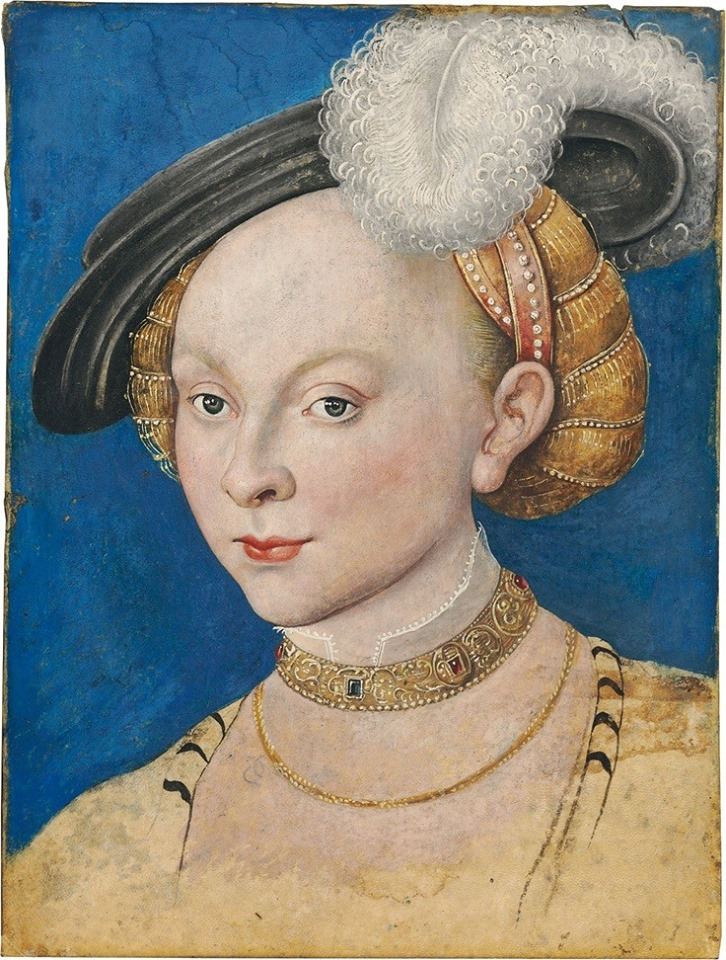
Екатерина Брауншвейг-Грубенхагенская, дочь герцога Филиппа I

Филипп I был женат дважды. Его первая жена умерла в родах в 1509 году. У них остался сын:
- Филипп (1509—1512)

Овдовев, он женился на Екатерине Мансфельд-Фордерортской (1501—1535). У них было девять детей:
- Эрнст III (1518—1567), герцог Брауншвейг-Грубенхагена

∞ 1551 Анна Померанская
- Елизавета (1520—1520)
- Альбрехт (1521—1546), погиб в битве
- Филипп (1523—1531)
- Екатерина (1524—1581)

∞ герцог Иоганн Эрнст Саксен-Кобургский
∞ Филипп II, граф Шварцбург-Лойтенбергский
- Иоганн (1526—1557), погиб в битве при Сен-Кантене
- Барбара (1528—1528)
- Вольфганг (1531—1595), герцог Брауншвейг-Грубенхагена

∞ 1567 Доротея Саксен-Лауэнбургская
- Филипп II (1533—1596), герцог Брауншвейг-Грубенхагена

∞ 1595 Клара Брауншвейг-Вольфенбюттельская